# Paraxantia hubeiensis
Paraxantia hubeiensis är en insektsart som beskrevs av Liu, C. och Kang 2009. Paraxantia hubeiensis ingår i släktet Paraxantia och familjen vårtbitare. Inga underarter finns listade i Catalogue of Life.